# 多米尼加历史
本文记述的是多米尼加共和国历史。

## 西班牙前时代
伊斯帕尼奥拉岛居住着泰诺人。他们称此岛为基斯克亚（Quisqueya）和阿依提（Ayiti）。意为大地的母亲和高山之地。在哥伦布到来之时，此岛分为五大酋长国：马里安（Marién）, 马瓜（Maguá）, 马瓜纳（Maguana）, 加拉瓜（Jaragua）和黑归（Higüey）。

## 西班牙統治（1492-1795年）
1492年12月，克里斯托弗·哥伦布在他第一次航行中，抵达伊斯帕尼奥拉岛。在1493年第二次航行在该地时，圣多明各成为该岛的首府。
成千上万的泰诺人被贬为奴隶，从事金矿挖掘的工作。由于一系列的压迫，饥饿和疾病，至1535年，泰诺人仅剩6万。 1501年，西班牙国王，斐迪南一世和伊莎贝拉，率先获准加勒比殖民者可以从非洲引入奴隶。1503年他们开始抵达该岛。
西班牙島初期是西班牙人在新世界最主要殖民地，西班牙人征服了阿茲提克帝國和印加帝國後，重心開始放在美洲大陸，逐漸忽略了伊斯帕尼奥拉島。1586年英格兰德雷克船長曾率領艦隊攻打聖多明哥城，但被駐地西班牙部隊擊退。1605至1606年之間伊斯帕尼奥拉島西岸的城鎮常遭到海盜的掠奪，造成當地人口大多遷往內地。
法國、荷蘭和英國的海盜於17世紀初在伊斯帕尼奥拉島上的西部活動，法國開始讓農民和商人逐漸的在西班牙島上西部開拓殖民地，受到島上山脈的屏障，沒有引起在東邊的西班牙人注意。1677年時有大約四千名法國人居住在島上西部的11個村莊。1697年，法國和西班牙根據大同盟戰爭的勒斯維克條約，將島上西部地帶讓給法國，正式承認法國在西班牙島上西部海地的主權，西班牙島東部則稱為東聖多明哥。法國在伊斯帕尼奥拉島上對農業經濟不斷的發展，並引進非洲奴隸耕作，這使得海地在18世紀末時已成為農作物產量非常豐盛的法國殖民地，當時海地人口已達到50多萬人，此時每十位海地人裡黑人佔了九位，成為多數種族。東南邊的西班牙殖民地聖多明哥地區人口數為15萬人，兩地人口比例相當懸殊。
1700年，在西班牙，波旁王朝取代了哈布斯堡王朝。新王朝引进了一些经济改革。圣多明各的贸易开始兴盛。

## 法國統治（1795-1809年）
1795年，法國和西班牙在瑞士簽訂巴塞爾和約，同意把西班牙島東部的聖多明哥區域讓給法國，使西班牙島完全成為法國殖民地。六年後，海地黑人圖桑-盧韋蒂爾帶領著其他黑人奴隸群起反抗法國統治，並在1801年奪下法國才統治不久的聖多明哥，進而統一了整個西班牙島。
1801年，让·欧莱雅抵达圣多明各。他代表法国政府废除奴隶制。1802年拿破崙派遣軍隊将整个岛屿征服，并统治了几个月。1802年10月，混血族和黑人起义反抗法国的统治并于1803年将法军击退。1804年1月1日，反抗軍宣佈圣多明各獨立，成立海地共和國。不過被击败法军仍佔有著東邊的聖多明哥區域。法軍於1808年侵略西班牙的同時，島上東部聖多明哥地區的反抗軍受到當時與西班牙同盟的英國和海地的援助，終於擊退法國的部隊，讓聖多明哥地區重新成為西班牙的殖民地。

## 海地的占领（1821-1844年）
聖多明哥回歸西班牙統治後，當地人民逐漸產生了獨立建國的共識。1821年11月30日，前任聖多明哥總督José Núñez de Cáceres將軍領導下宣告建國，命名為西班牙海地（Haití Español），並期望合併在南美洲玻利瓦總統（Simón Bolívar）所領導的大哥倫比亞國之下。
但是在九週後的1822年二月，海地的總統布瓦耶（Jean-Pierre Boyer）率軍佔領了西班牙海地，再次完成了全島統一。布瓦耶佔領了東部的西班牙海地國後，解放了當地所有的奴隸，布瓦耶命令沒收白人地主的土地，並且把全國的農地完全歸公。布瓦耶同時關閉了所有的大學，把18-25歲的多國（多明尼加共和國简称）男人全部納入軍隊，並開始對多國人採取高壓政策，許多上層社會的白人離開了島上逃往古巴、波多黎各和其他地區。
布瓦耶開始在島上廣種經濟作物，進行賦稅改革政策並開放跟國外通商。這些政策雖然讓多米尼加的甘蔗和咖啡產量大為增加，但並未廣為農民所接受。布瓦耶認為解放多國是他帶給多國人的恩惠，於是對軍隊裡的多米尼加軍人時常沒有發給任何薪餉，許多軍人便開始到處搶奪當地居民。這種惡性循環最後造成了經濟停滯，財政賦稅越來越重，導致各地多國人民甚至是當初被解放的奴隸開始結合串聯反抗布瓦耶的統治，於1843年推翻了布瓦耶政權。

## 第一次獨立（1844-1861年）
1838年7月16日，胡安·巴勃罗·杜瓦特与他的同事建立了一个秘密社会组织三位一體會（La Trinitaria），目的是脫離海地的统治而独立。不久之后馬蒂亞斯·雷蒙·梅亞和弗朗西斯科·羅薩里奧·桑切斯也加入了三位一體會。上述這三位後來皆被稱為多米尼加共和國開國的國父。1844年2月27日，多米尼加共和國人民對海地展開了獨立戰爭並同時宣告多米尼加共和國獨立。多米尼加共和國的草創的憲法仿效於美國憲章，於1844年11月6日完成宣佈。多米尼加共和國在獨立成功後的數十年間，國內的經政起起伏伏，對外從1844年到1856年間不斷的遭到鄰國海地的侵襲，這段期間可以說是內憂外患不斷。同時期佩德罗·桑塔纳（為抗戰創國初期的軍隊統帥，後來成為首任，第四屆，第八屆總統）、布埃納文圖拉·巴埃斯（曾參與獨立戰爭，曾五次當選多國總統）兩人在掌握政權時各都剛愎自用而互不相讓，桑坦納堅信多米尼加必須依附在西班牙帝國的保護傘之下才能免於海地的侵略，巴埃斯在期望法國來保衛多米尼加的計畫不成後，轉向希望多米尼加能併入美國，最後也功敗垂成。

## 西班牙第三次殖民（1861-1865年）
佩德罗·桑塔纳继承了一个处于崩溃的边缘即将破产的政府。他开始与西班牙的伊莎贝拉二世女王和古巴总督谈判，将多米尼加变成西班牙的属国。在1861年3月，桑塔纳正式恢复多明尼加共和国归为西班牙。但是反對者的聲浪一直不斷，並於1863年掀起了復國戰爭，其中以羅里蓋茲（Santiago Rodríguez）、孟席歐（Benito Monción）和盧伯龍將軍（Gregorio Luperón）為領導人物。當時位處西邊的海地政權擔心西班牙返回多米尼加後將會威脅到海地，於是積極的支援反抗軍。正處於南北戰爭狀態的美國也強烈抗議西班牙重返多米尼加進行殖民政策。復國戰爭持續不到三年，西班牙軍隊於1865年完全從島上撤離。

## 第二次独立（1865-1916年）
自西班牙人的离去，几大城市处于大面积废墟状态，而岛上分割为几大割据。何塞·玛丽亚·卡布拉尔控制了巴拉奥纳的大部分以及在西南得到红木出口商贝兹的支持，而牧场主吉列尔莫与东南部的一些前将军结成了联盟。格雷戈里奥·卢佩龙控制了北部海岸。从西班牙离开到1879年，政府有21次变更以及至少五十多次起义。
在这些冲突的过程中，两大政党开始形成。代表南部牧场主利益的红党和烟草种植主和商人利益的蓝党。红党主要寻求与大国合并而蓝党主要为寻求自由以及是民族主义者。
1869年當時的多國總統拜亞茲（Báez）徵求美國葛蘭特總統的同意，期望能讓多米尼加併入美國聯邦，並讓美國償還多國當時150萬美元的外債。葛蘭特總統認為此舉可以讓在南方已解除奴隸制度的黑人能有一個自由居住地，不再受南方白人的威脅，但是最後仍遭到美國參議院投票反對，功敗垂成。
拜亞茲政權於1874年被推翻，但在兩年後又被選為總統，最後於1878年下台。尤里西斯·赫雷兹將軍於1882年掌握政權後，讓多米尼加多年來不安的政局也逐漸的穩定下來。赫雷兹總統在位期間政局穩定，使得多國經濟得到喘息的機會，蔗糖產業技術不斷的改良，造成許多歐洲和美洲移民進入多國尋找工作。但是赫雷兹私底下卻將國家經費用於私慾，並且建立起自己的御用警衛隊，這使得國家的外債逐漸增高。這些引起了人民對他行為的不滿，在使用高壓政策無效後，赫雷兹於1899年遭到謀殺。多米尼加1902年後又回復了群雄割據的時代，各地草莽獨霸一方，使得當時多國的國庫已完全掏空。使得法國和歐洲等債權國開始對多米尼加虎視眈眈。
美國大羅斯福總統為了預防歐洲干擾美洲事務，加上為了保護當時正在建設中的巴拿馬運河，大羅斯福總統當時以門羅主義而反對歐洲持續對拉丁美洲殖民主張，於1904年提出自己的的羅斯福推論，確定美國有權力介入拉丁美洲事務。美國於1905年和多米尼加協定由美國來管理多米尼加海關外務，並且於隔年和多國簽訂維持此義務50年的契約，其中同意美國有義務將部分海關稅收用以償還多米尼加日漸增多的外債。
當時的多米尼加總統拉蒙·卡塞雷斯在執政六年之後，於1911年遭到暗殺，結果造成往後多年多米尼加政治上的不穩定並引發內戰。美國政府多次斡旋無效後，最後由美國威爾遜總統協助多米尼加於1914年舉行總統選舉並選出曾經擔任（1899-1902）過多國總統的胡安·希門尼斯回任。希門尼斯總統為了獲得當時政治上相關人員的支持，選定當時的反對政黨作為內閣閣員。後來的計畫並不順利，又有國防大臣Desiderio Arias在後操弄政治，結果導致希門尼斯總統自己於1916年五月辭職。

## 第一次美国占领（1916-1924年）
1916年5月，希门尼斯总统的辞职，此消息造成美國威爾遜總統大為不滿。1916年5月15日，美國海軍陸戰隊登陆多米尼加。6月1日，海军陆战队占领蒙特克里斯蒂和普拉塔港。7月初，美军完全佔領多米尼加。當時美國海軍少將Knapp領導的軍事政府嚴格控管當時多米尼加人民的自由，造成了當地中上階層人士非常的不滿，另在多國東部地區的農民組成反抗軍持續不斷和美軍抗戰。雖然抵抗的意識普遍存在於民間，但是軍事政府也平息了多米尼加多年來不穩定的政治狀態，多國的經濟開始成長和外債也逐漸減少，軍事政府在各地廣建現代化的道路連結各城鎮，並成立了多米尼加初期的國民軍，美軍在多米尼加的建設和政策也造成了楚希略於1920年代在軍中的崛起，並讓楚希略掌政多米尼加達30年之久。
1920年美国共和党总统候选人沃伦·哈定批评了对多米尼加的占领，并承诺最终将会撤军。1922年5月，多米尼加律师弗朗西斯科`佩纳多前往华盛顿与美国进行协商。最终军事政府被一个新的临时政府取代，并将举行选举。

## 特鲁希略時代（1924-1961年）
1924年3月舉行了總統選舉，親美派的霍拉西奧·巴斯克斯（1902-1903年已擔任過總統）最後勝出，並於當年7月登位。同年9月美軍完全撤出多米尼加。霍拉西奧·巴斯克斯總統在位六年期間讓多米尼加呈現了少有的和平狀態，讓全國的政治，人權和經濟方面一片向榮。
霍拉西奧·巴斯克斯總統於1930年2月欲競選連任時期，由於受到反對者的激烈抗爭，私底下和當時國家陸軍（前身為國民軍）統帥秘密協商後，巴斯克斯總統自動辭職而讓給當時自稱立場中立的拉斐爾·特鲁希略將軍競選，由於其他競選人受到暴力威脅，在沒有競爭者的情況下，特鲁希略於1930年5月當選為多米尼加總統。多米尼加在特鲁希略獨裁時期雖然經濟仍持續發展，但是財富大都被特鲁西略和同夥收刮。然而這段時期多米尼加在醫療，教育，交通港口建設各方面卻也有大幅度的發展。特鲁希略並在各地廣建國民住宅，也創建國民退休年金政策，並於1935年和海地達成邊境界線劃分協定，於1941年終結了和美國在1906年訂定的海關契約，在1947年讓多米尼加的外債清償完畢，讓多國人民至今仍津津樂道。
特鲁希略在另一方面卻使用謀殺、凌虐、恐嚇等各種極端的方式來抑制反對政府的聲音。為了展現他自大狂妄的一面，特鲁希略授予自己大元帥，把首都聖多明哥改名為特鲁希略城，另外他把加勒比海最高山杜瓦特峰改為特鲁希略峰。並將國內許多大小城鎮的名稱以自己和親人的名字命名。特鲁希略本身有四分之一的海地血統，但是他為了驅除居住在多米尼加國內的海地人，曾於1937年下令部隊殺滅在多米尼加境內居住的海地人，史稱Parsley Massacre（荷蘭芹大屠殺）或是El Corte（大砍殺）。特鲁希略為了遮掩此舉為部隊施行的軍事行動，命令所有軍人全部使用開山刀而不用步槍。從1937年10月2日晚上到10月8日整整六天之間，多國部隊在多米尼加靠近海地的邊界處，只要看到膚色較深的人便全部攔下，並顯示荷蘭芹要對方用西班牙文發音，由於使用法語的海地人無法用西班牙语正確的講出荷蘭芹名稱（多國人稱之為perejil，海地人稱之為pèsi），只要是被辨認出海地人全部當場遭到謀殺，據估計當遭到謀殺的海地人約有一萬七千人到三萬五千人不等。數年後，多米尼加同意為此事件而賠償75萬美元給海地共和國，但最後實際賠償的金額為52.5萬美元。原先計畫每位受難家屬的賠償金額為30美元，但是由於海地政府貪污嚴重，受難家屬拿到的實際金額僅有0.02美元。
特鲁希略上臺執政後，雖然鎮壓人民殘忍的手段不斷，但是其政府卻一直受到羅馬教廷和多數多米尼加上流社會的支持，美國政府深知特鲁希略獨裁政權極端殘忍的行為，但是由於冷戰時期和古巴共產政權的崛起，美國需要得到特鲁希略的支持，美國對特鲁希略的執政並未多作干涉。但是在特鲁希略於1960年欲派人謀殺當時委內瑞拉總統羅慕洛·貝坦科爾特後，美國政府和特鲁希略政權開始決裂，特鲁希略本人亦於1961年5月30日在美國中央情報局的策劃下於首都聖多明哥被謀殺身亡。

## 巴拉格爾時代（1966-1996年）
多米尼加左派政治人物胡安·布希於1963年2月經過民主選舉後當選為總統，同年9月卻被推翻政權。往後一年七個月之間多米尼加皆由軍政統治。1965年4月擁護胡安·布希的人士在首都聖多明哥爆發抗爭活動，當時美國的詹森總統擔心古巴的菲德爾·卡斯特罗古巴共產黨會介入多米尼加政權而讓多國成為第二個古巴式共黨國家。詹森總統派遣4萬2千名海軍陸戰隊隊到多米尼加以穩定多國的政治，美洲國家組織在美國的壓力下隨後亦派遣了部隊進駐多米尼加。駐多米尼加的外國部隊一直停留到1966年在華金·巴拉格爾當選總統後才完全撤退，但美國政府在多米尼加的影響力日漸加深。巴拉格爾其本身之前為受獨裁者特鲁希略掌控的傀儡總統。
巴拉格爾總統在位的12年之間，藉口避免卡斯特罗政黨滲透至全國，對多國人民採取高壓政策，限制人民的人身自由。他在當時所施行的經濟政策失當，造成了社會上貧富不均的差距拉大。巴拉格爾總統在位期間也完成了多項民生和文化建設。多處的國民住宅，引水道，城鎮道路，體育館，博物館，美術館和首都郊外有名的哥倫布燈塔（Faro a Colon）皆為巴拉格爾總統在位期間建設完成。
1978年反對黨候選人古斯曼·費南德斯（多明尼加革命黨PRD）擊敗巴拉格爾而連任成功，成為繼任總統。同一政黨的布蘭可在1982年競選總統成功。在多米尼加革命黨的執政時期八年間，多國的政治逐漸穩定，政府對人民的限制也足逐漸放寬。巴拉格爾於1986年再次重新競選總統成功，並於1990，1994連續擔任三屆總統。由於巴拉格爾在1994年的總統選舉過程中廣受批評，最後受制於國際間的壓力和國內軍政方面異論下，同意於1996年重新舉行總統選舉。

## 民主时期（1996年后）
曾在紐約長大，42歲的執業律師萊昂內爾·費南德斯（多米尼加解放黨PLD）在1996年總統選舉中大勝對手古斯曼·費南德斯（多米尼加革命黨PRD），費南德斯政府執政後第一個月，便強迫12位軍事將領退休，隨後要求國防大臣進行軍政改革，不久後又撤換了國防大臣，這總總一切，在當時造成民心惶惶，向來有軍事叛變慣例的多米尼加這次反而毫無動靜。費南德斯總統在其第一次任內，針對多米尼加的經濟膨脹、教育發展、失業率問題和環境衛生方面都獲得了改善。
2000年總統大選則為伊波利托·梅希亞（多米尼加革命黨PRD），國會議員馬丁納（多米尼加自由黨PLD）和又重回來競選的巴拉格爾成三人角逐的狀態。最後由種植菸草起家的梅希亞（有人稱其為農夫總統）競選成功。梅希亞總統上任後開始削減政府預算並將民間汽油價格提高百分之三十，期望以這多餘的經費可以用到國家的福利政策上。但是2001年美國911事件毫無預警的讓多國出口貿易和觀光事業大幅萎縮，加上2002年多國第二大銀行發生38億美元呆帳倒閉，梅希亞總統並沒採取任何挽救措施，總總因素使得民生經濟進入衰退期，多國貝索曾貶值到一美元兌換52貝索，這使得當初投票給梅希亞總統的選民變的鴉雀無言。後來讓費南德斯在2004年總統選舉中輕易擊敗對手，原本是最晚成立的多米尼加解放黨（PLD）從此變成多國政壇上的最大黨派。2008年費南德斯再度連任總統。2012年總統選舉，費南德斯的接班人達尼洛·梅迪納擊敗對手梅希亞成為新任總統。